# William Morris Agency
William Morris Agency (WMA) era una società statunitense fondata nel 1898 che rappresenta attori, musicisti, scrittori e artisti con le società di produzione artistica. È considerata la più grande e influente azienda nel suo settore al mondo.
WMA aveva 750 dipendenti e ha uffici a New York, Nashville, Miami, Beverly Hills, Londra e Shanghai.

## Storia
Fondata a New York nel 1898 da un giovane immigrato tedesco, la compagnia beneficia dell'ascesa del cinema muto. Rappresenta gli interessi di Charlie Chaplin, i fratelli Marx e tra gli altri Al Jolson.
Dagli anni '30 agli anni '50, la società aprì uffici vicino agli studi di Hollywood e acquistò compagnie più piccole.
Dal 1960 al 1969 l'agenzia ha rappresentato Elvis Presley al cinema. WMA si è diversificato in musica dal 1965 rappresentando i Rolling Stones e i Beach Boys.
Dal 1966 al 1971, l'agenzia Audiffred creata in Francia da Emile Audiffred nel 1925, si fuse con la William Morris Agency, diretta da Georgette Audiffred.
Nel 1975, cinque dei suoi dirigenti lasciarono il gruppo per creare la Creative Artists Agency.
Nel luglio 2009 diventa William Morris Endeavor.